# Roslagsfår

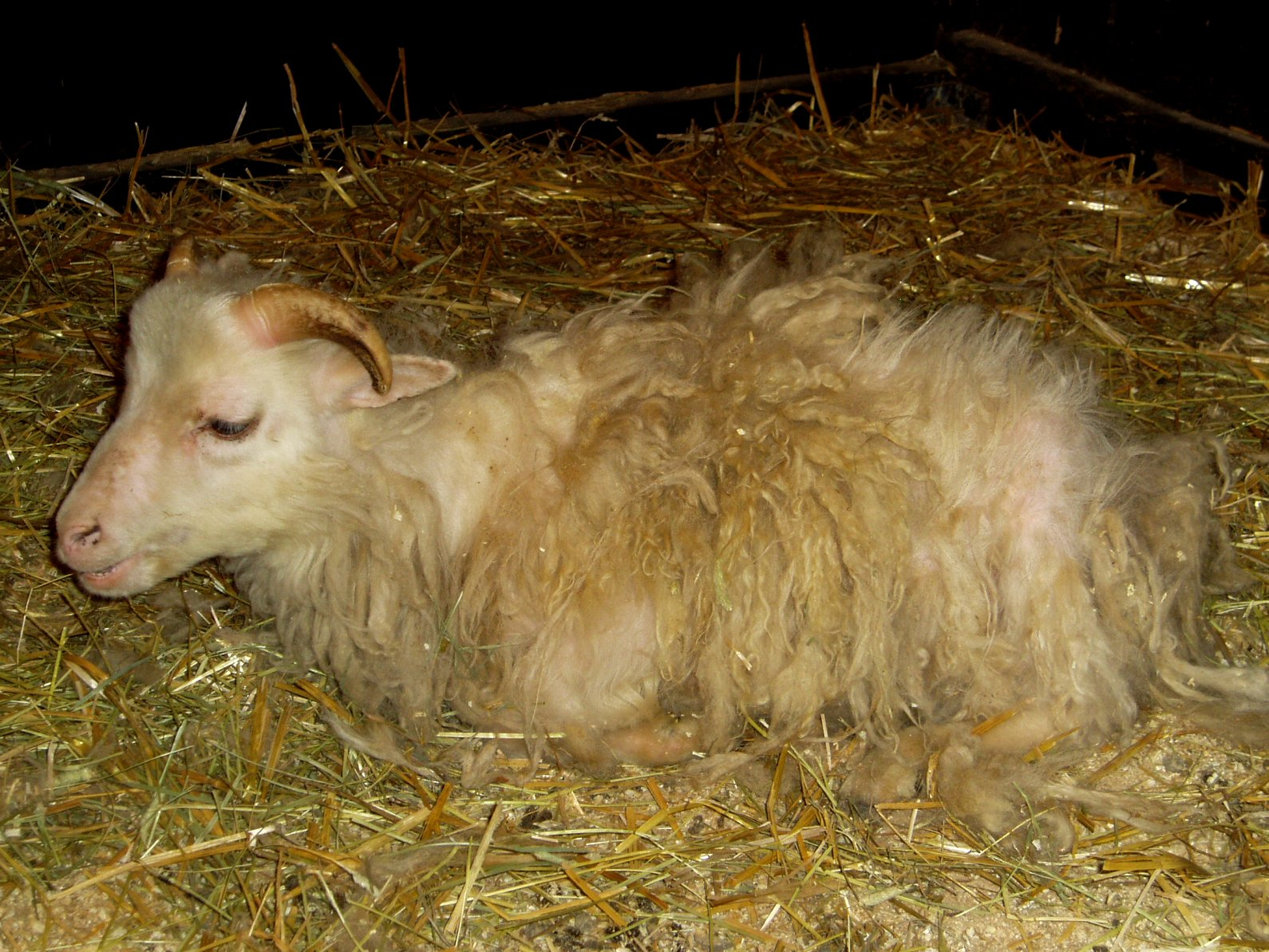
Ungdjur av roslagsfår

Roslagsfår är en svensk lantras av tamfår som tillhör gruppen allmogefår i nordiska kortsvansfår. De flesta roslagsfår är vita, men det finns också svarta individer. Endast baggarna har horn. De nutida roslagsfåren härstammar från en besättning på Raggarön. Från och med 1995 har avel med inriktning på att bevara rasen bedrivits. 

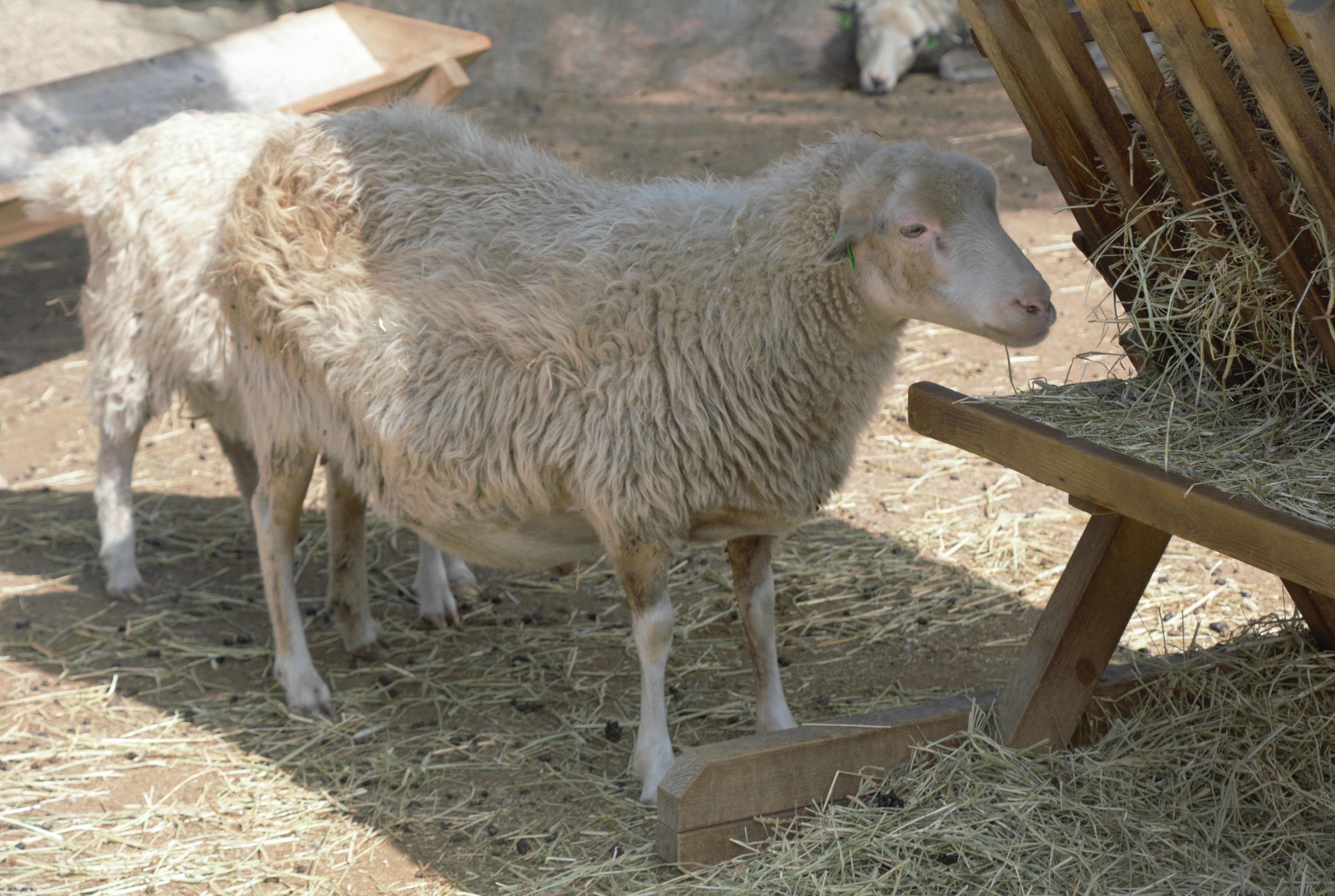
Roslagsfår på Torekällberget, Södertälje

Roslagsfåret är litet till växten. En bagge väger normalt mellan 60 och 70 kg, en tacka mellan 30 och 40 kilo. En tacka föder vanligen endast ett lamm per kull, vilket anses bero på tackans ringa storlek. Ett roslagsfår kan bli upp till 15 år. Roslagsfåret betraktas som lugnt och lätthanterat. De drabbas inte så lätt av sjukdomar eller andra hälsoproblem.
Roslagsfår har sitt ursprung hos Henry och Maj Jansson på Raggarön utanför Östhammar i Roslagen och "återupptäcktes" 1992 av Nils Dahlbeck.